# Dorfkirche Krossen

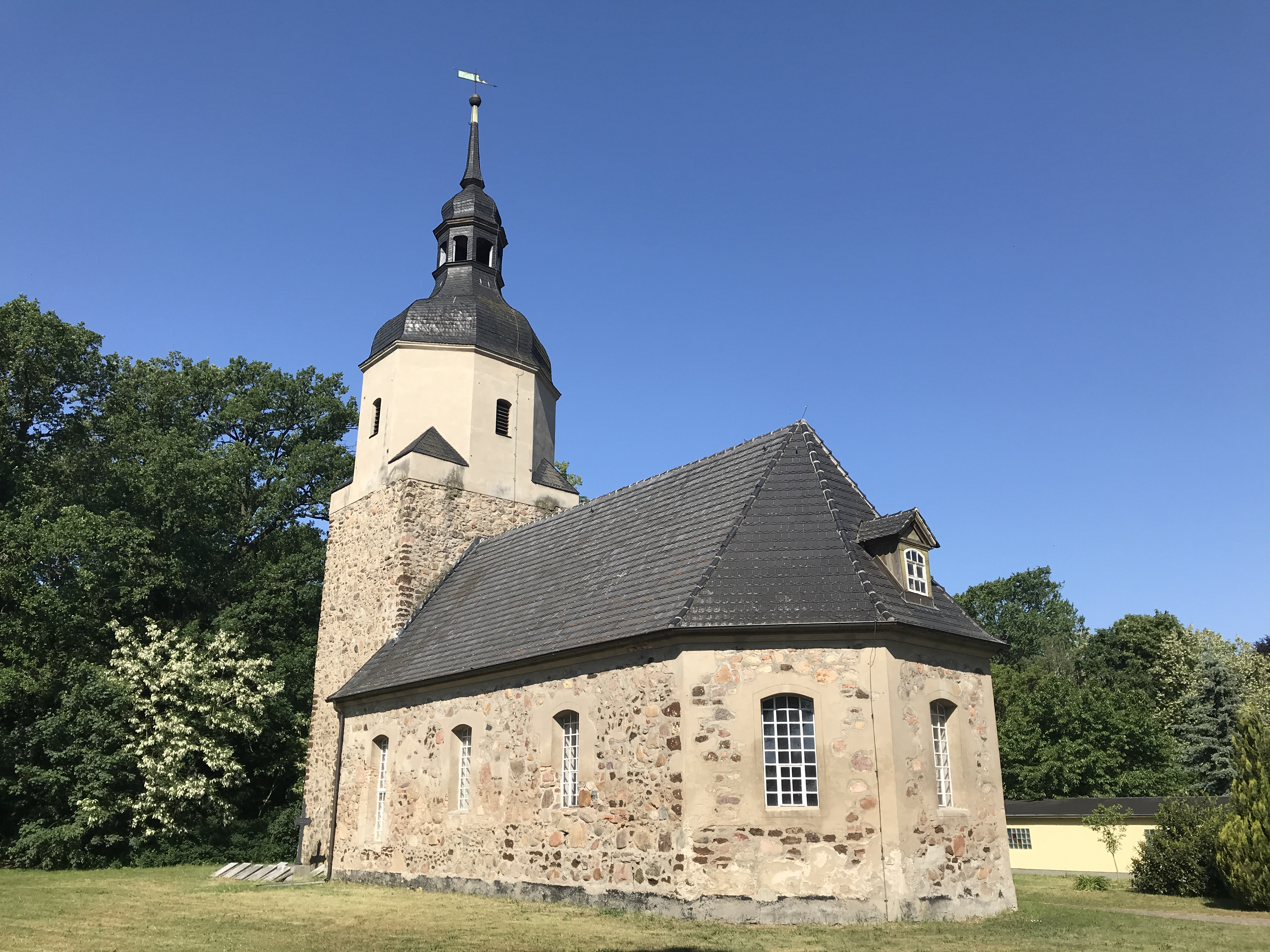
Dorfkirche Krossen

Die evangelische Dorfkirche Krossen ist eine spätgotische Feldsteinkirche aus dem 15. Jahrhundert in Krossen, einem Ortsteil der Gemeinde Drahnsdorf im Landkreis Dahme-Spreewald im Land Brandenburg. Die Kirchengemeinde gehört zum Kirchenkreis Niederlausitz der Evangelischen Kirche Berlin-Brandenburg-schlesische Oberlausitz.

## Lage
Die Hauptstraße führt von Süden kommend bogenförmig in nordöstlicher Richtung durch den Ort. Im historischen Dorfzentrum steht das Bauwerk nördlich der Straße auf einer nicht eingefriedeten Fläche.

## Geschichte
Der Sakralbau entstand in den Jahren 1446 bis 1455. Um 1745 führte der Maurermeister Christian Höhne aus Lübben umfangreiche Umbaumaßnahmen durch. In den Jahren 1957 bis 1959 sanierte die Kirchengemeinde das Bauwerk. 1986 und 1987 erfolgten weitere Arbeiten am Innenraum, um 1995 an der Gebäudehülle.

## Baubeschreibung
Als Baumaterial wurde im Wesentlichen Feldstein verwendet, der teilweise verputzt wurde. Er ist unbehauen und nicht lagig geschichtet. Der Chor ist nicht eingezogen und hat einen dreiseitigen Chorschluss. An jeder Seite ist ein großes, gedrückt-segmentbogenförmiges Fenster, dessen Umrandung mit einer verputzten Fasche betont wird. Im Dach ist in Richtung Osten ein kleines Fenster mit einem quergesetzten Satteldach.
Das Kirchenschiff hat einen rechteckigen Grundriss. An der Nordseite ist nach Osten hin ein zunächst ein weiteres Fenster. Mittig ist eine rechteckige Pforte, rechts daneben ein weiteres Fenster. Es nimmt die Form am Schiff und Chor auf, ist aber deutlich tiefer nach unten gezogen. An Tür und Fenstern sind großflächige Ausbesserungsarbeiten erkennbar. An der Südseite sind zwei kleinere sowie ebenfalls nach Westen hin ein größeres Fenster. Zum Teil sind dort Reste der verputzten Faschen vorhanden. Das Schiff trägt ein schlichtes Satteldach.
Der Westturm ist rechteckig und leicht eingezogen. Er ist leicht nach Norden versetzt und liegt dort in einer Flucht mit der Nordwand des Schiffs. An der Nordseite ist auch die rechteckige Pforte. Der verbleibende Baukörper ist bis weit über den Dachfirst des Schiffs hinaus fensterlos. Darüber ist ein schmaler, verputzter und rechteckiger Aufsatz, der in einen achteckigen Bereich übergeht. In diesem sind an vier Seiten kleine, gedrückt-segmentbogenförmige Klangarkaden. Es folgen eine geschweifte Turmhaube mit einer Laterne, die mit Turmkugel und Wetterfahne abschließt.

## Ausstattung

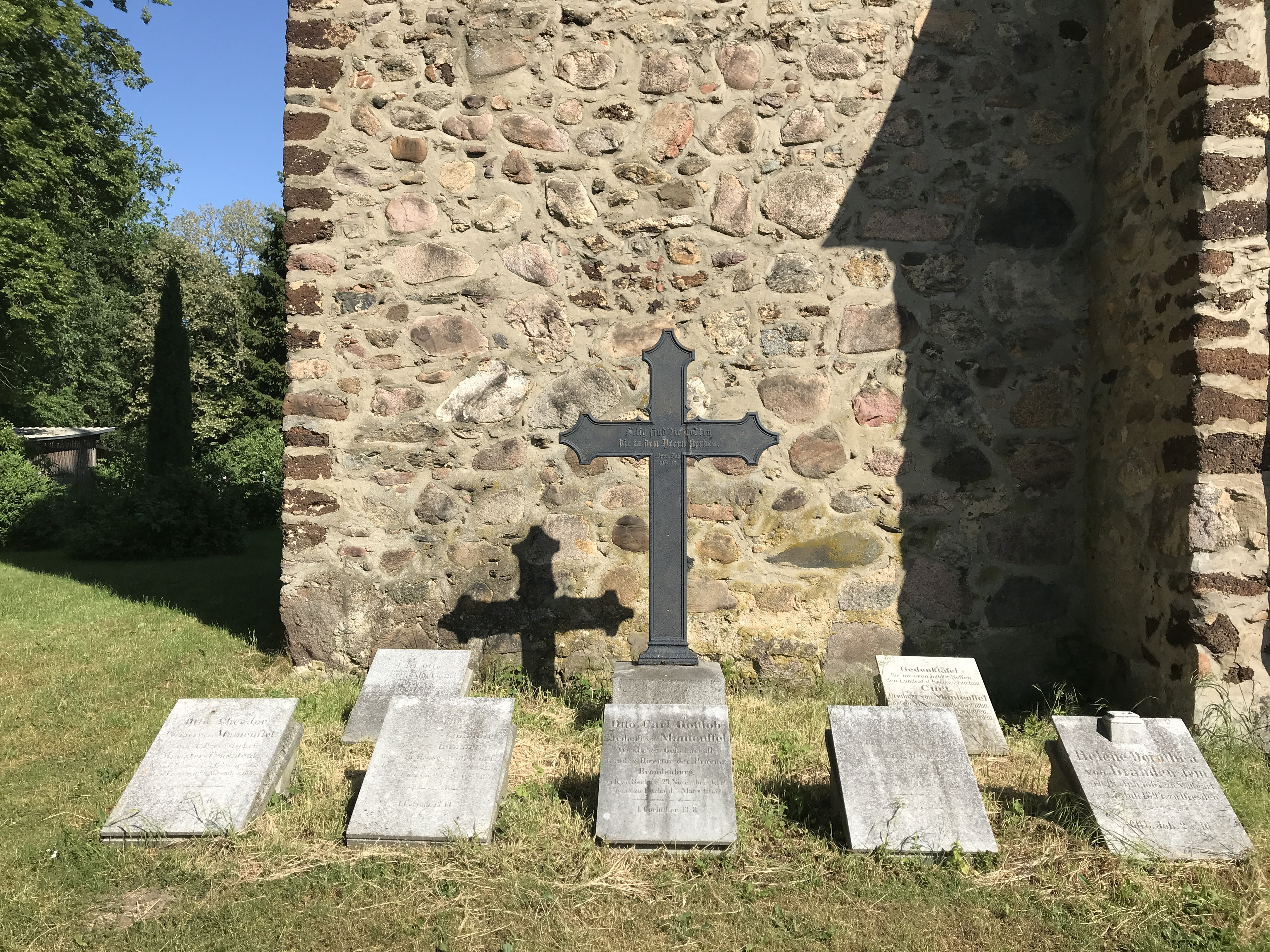
Grabsteine derer von Manteuffel

Den Kanzelaltar schuf der Krossener Künstler Gottfried Gerichen im Jahr 1748. Er besteht aus einer Ädikula, vor der ein polygonaler Kanzelkorb angebracht wurde. Im Altarblatt ist die Kreuzigung Christi zu sehen, im Altarauszug eine Taube als Symbol für den Heiligen Geist sowie der Gottesname. Seitlich sind in den Wangen in den Kartusche die Wappen der Stifter verewigt. Der pokalförmige Taufstein wurde 1753 von Gottlieb Friedrich Müller aus Torgau aus Sandstein geschaffen. Dazu gehört eine viereckige Kuppa, die wiederum mit den Stifterwappen verziert ist. Ein dazu passender, geschnitzter Deckel kann als Lesepult genutzt werden.
Die Hufeisenempore kam beim Umbau in der Zeit um 1745 in das Bauwerk. Die Brüstungsfelder sind mit Zitaten aus der Bibel und Rokokokartuschen verziert. Im Westen wölbt sich die Empore in Richtung Kirchenschiff. Dort ist ein Gemälde der Auferstehung Jesu angebracht; darunter eine verglaste Patronatsloge. Das Bauwerk ist in seinem Innern flach gedeckt.
An der Südseite des Kirchturms sind mehrere Grabmäler derer von Manteuffel.